# Alphabet téléphonique français
L'alphabet téléphonique français est un alphabet radio qui était utilisé sur le réseau de téléphonie fixe en France.
Plus particulièrement, il était utilisé et appris par les agents des PTT et mis en pratique pour épeler les noms propres ou particularités orthographiques pour la rédaction de télégrammes ou autres communications.
Il est modifié en 1939. Certains noms juifs ou associés au judaïsme sont retirés (Samuel, Théodore), et d'autres sont changés sans raison apparente. Ces changements se font en parallèle (quelques années plus tard en réalité) du changement opéré dans l'alphabet radio allemand).[réf. nécessaire]

## Tableau
| Lettre | Code avant | Code après |
| ------ | ---------- | ---------- |
| A      | Anatole    | Anatole    |
| B      | Benjamin   | Berthe     |
| C      | Célestin   | Célestin   |
| D      | Désiré     | Désiré     |
| E      |            | Eugène     |
| É      | Édouard    | Émile      |
| F      | François   | François   |
| G      | Gaston     | Gaston     |
| H      | Henri      | Henri      |
| I      | Isidore    | Irma       |
| J      | Joseph     | Joseph     |
| K      | Kléber     | Kléber     |
| L      | Lazare     | Louis      |
| M      | Marie      | Marcel     |
| N      | Nicolas    | Nicolas    |
| O      | Oscar      | Oscar      |
| P      | Pierre     | Pierre     |
| Q      | Québec     | Quintal    |
| R      | Robert     | Raoul      |
| S      | Samuel     | Suzanne    |
| T      | Théodore   | Thérèse    |
| U      | Ursule     | Ursule     |
| V      | Victor     | Victor     |
| W      | William    | William    |
| X      | Xavier     | Xavier     |
| Y      | Yvonne     | Yvonne     |
| Z      | Zoé        | Zoé        |